# Duško Pijetlović
Duško Pijetlović (in serbo Душко Пијетловић?; Novi Sad, 25 aprile 1985) è un pallanuotista serbo, giocatore del Radnički, vincitore di due titoli mondiali e quattro europei oltre che di due bronzi olimpici, due Coppe del Mondo, otto World League e un oro ai Giochi del Mediterraneo.

## Biografia
Nato a Novi Sad, è stato compagno di squadra in nazionale e al Novi Beograd con suo fratello maggiore Gojko.

## Palmarès

### Club

#### Trofei nazionali
- Campionato italiano: 4

Pro Recco: 2011-12, 2014-15, 2015-16, 2016-17
- Coppe Italia: 3

Pro Recco: 2014-15, 2015-16, 2016-17
- Campionato serbo: 9

Partizan: 2007, 2008, 2009, 2010, 2011
Novi Beograd: 2022, 2023, 2024
Radnički: 2025
- Coppa di Serbia: 6

Partizan: 2006-07, 2007-08, 2008-09, 2009-10, 2010-11
Novi Beograd: 2023-24
- Campionato russo: 2

Dinamo Mosca: 2018, 2019
- Coppa di Russia maschile: 2

Dinamo Mosca: 2018, 2019
- Campionato ungherese: 1

Szolnok: 2021

#### Trofei internazionali
- Coppa dei Campioni/Eurolega: 4

Partizan: 2010-11
Pro Recco: 2011-12, 2014-15
Stella Rossa: 2012-13
- Lega Adriatica: 4

Pro Recco: 2011-12
Novi Beograd: 2021-22, 2023-24
Radnički: 2024-25
- LEN Euro Cup: 1

Szolnok: 2020-21
- Supercoppa LEN: 1

Pro Recco: 2015
- Euro Interliga: 2

Partizan: 2010, 2011
- Tom Hoad Cup: 2

Partizan: 2006, 2011

### Nazionale
- Olimpiadi

Pechino 2008: 
Londra 2012: 
Rio de Janeiro 2016: 
Tokyo 2020: 
- Mondiali

Roma 2009: 
Kazan' 2015: 
Shanghai 2011: 
- Europei

Belgrado 2006: 
Málaga 2008: 
Zagabria 2010: 
Eindhoven 2012: 
Budapest 2014: 
Belgrado 2016: 
- Coppa del Mondo

Budapest 2006: 
Oradea 2010: 
- World League

Belgrado 2005: 
Atene 2006: 
Berlino 2007: 
Genova 2008: 
Podgorica 2009: 
Niš 2010: 
Firenze 2011: 
Dubai 2014: 
Bergamo 2015: 

## Riconoscimenti
- LEN Award: 2015